# Боротьба за «Ультиматум»
«Боротьба за „Ультиматум“» (інша назва: «Комсомолець Федя») — радянський художній фільм 1923 року, знятий режисером Дмитром Бассалиго на кіностудії «Пролєткино». Прем'єра відбулася 24 грудня 1923 року. Фільм не зберігся.

## Сюжет
Один з перших радянських шпигунсько-пригодницьких фільмів. Зграя білогвардійців-диверсантів готує вибух на заводі «Ультиматум». Комсомольці викривають ворогів і запобігають аварії.

## У ролях
| Актор                    | Роль                                        |
| ------------------------ | ------------------------------------------- |
| Василь Арістов           | Федя комсомолець                            |
| Михайло Ленін            | Михайло Лапшин директор заводу «Ультиматум» |
| Ольга Третьякова         | Таня комсомолка                             |
| Микола Асланов           | господар магазину                           |
| Володимир Карін          | комісар полку                               |
| Я. Закушняк              | секретар осередку                           |
| В. Бассалиго             | Варя комсомолка                             |
| Олександр Херувімов      | Шутіхін слюсар                              |
| І. Лангфельд             | Бєлкін токар                                |
| Михайло Гаркаві          | Сєров                                       |
| Михайло Тамаров          | Уваров граф                                 |
| Олександр Дорошенко      | Лівен                                       |
| Гюльбіке Щербатова       | східна княгиня                              |
| В. Сомбато               | Мануйлов інженер                            |
| І. Просторов             | колишній офіцер                             |
| І. Лихомський            | колишній офіцер                             |
| Володимир Плісецький     | співробітник ГПУ                            |
| Леонід Константиновський | епізод                                      |

## Знімальна група
- Режисер — Дмитро Бассалиго
- Сценаристи — Михайло Бойтлер, Володимир Кіршон
- Оператор — Володимир Добржанський
- Художник — Олексій Уткін